# Зелмени
Зе́лмени (латыш. Zelmeņi) — населённый пункт на юге Латвии, административный центр Терветского края и Терветской волости. Расположен на реке Тервете у региональной автодороги P95 (Елгава — Тервете — литовская граница).
Есть краевая и волостная администрация, дом культуры, библиотека, почтовое отделение, врач общей практики.

## История
В советское время населённый пункт входил в состав Терветского сельсовета Добельского района. В селе располагалась центральная усадьба колхоза «Бривайс цельш».